# Argelia en la Copa Mundial de Fútbol de 2014
La selección de fútbol de Argelia fue una de las 32 selecciones que participaron en la Copa Mundial de Fútbol de 2014. Esta fue su cuarta participación en mundiales y segunda consecutiva luego de su participación en Sudáfrica 2010.

## Clasificación
Argelia ingresó en la Segunda ronda de las eliminatorias por estar dentro de las 28 mejores selecciones de la CAF según el ranking FIFA de julio de 2011. En esta instancia solo clasificaron a la siguiente fase los primeros de cada grupo, Argelia conformó el grupo H junto a Malí, Benín y Ruanda clasificando a la Tercera ronda con 5 victorias y una sola derrota.
En los play-offs de la tercera ronda Argelia se enfrentó a Burkina Faso en la llave más pareja a partidos de ida y vuelta, perdió 3 - 2 de visita en Uagadugú y ganó como local 1 - 0 en Blida clasificando al mundial por la regla del gol de visitante después que la llave quedase empatada en goles con un marcador global de 3 - 3.

### Segunda ronda
| Equipo  | Pts | PJ | PG | PE | PP | GF | GC | Dif |
| ------- | --- | -- | -- | -- | -- | -- | -- | --- |
| Argelia | 15  | 6  | 5  | 0  | 1  | 13 | 4  | 9   |
| Malí    | 8   | 6  | 2  | 2  | 2  | 7  | 7  | 0   |
| Benín   | 8   | 6  | 2  | 2  | 2  | 8  | 9  | -1  |
| Ruanda  | 2   | 6  | 0  | 2  | 4  | 3  | 11 | -8  |

| Fecha                    | Lugar                   |         |                      | Resultado |                    |         |
| ------------------------ | ----------------------- | ------- | -------------------- | --------- | ------------------ | ------- |
| 2 de junio de 2012       | Blida                   | Argelia | Bandera de Marruecos | 4:0 (2:0) | Bandera de Ruanda  | Ruanda  |
| 10 de junio de 2012      | Uagadugú (Burkina Faso) | Malí    | Bandera de Mali      | 2:1 (1:1) | Bandera de Argelia | Argelia |
| 26 de marzo de 2013      | Blida                   | Argelia | Bandera de Argelia   | 3:1 (1:1) | Bandera de Benín   | Benín   |
| 9 de junio de 2013       | Porto Novo              | Benín   | Bandera de Benín     | 1:3 (1:2) | Bandera de Argelia | Argelia |
| 16 de junio de 2013      | Kigali                  | Ruanda  | Bandera de Ruanda    | 0:1 (0:0) | Bandera de Argelia | Argelia |
| 10 de septiembre de 2013 | Blida                   | Argelia | Bandera de Argelia   | 1:0 (0:0) | Bandera de Mali    | Malí    |

### Tercera ronda
| 12 de octubre de 2013 | Burkina Faso                                    | 3:2 (1:0) | Argelia                    | Stade du 4-Août, Uagadugú                                 |                                                           |
|                       | Pitroipa 45+2' · D. Koné 65' · Bancé 86' (pen.) | Reporte   | Feghouli 50' · Medjani 68' | Asistencia: 31.000 espectadores Árbitro(s): Janny Sikazwe | Asistencia: 31.000 espectadores Árbitro(s): Janny Sikazwe |

| 19 de noviembre de 2013 | Argelia       | 1:0 (0:0) | Burkina Faso | Stade Mustapha Tchaker, Blida                             |                                                           |
|                         | Bougherra 49' | Reporte   |              | Asistencia: 35.000 espectadores Árbitro(s): Badara Diatta | Asistencia: 35.000 espectadores Árbitro(s): Badara Diatta |

### Goleadores
| Jugador          | Goles | PJ |
| ---------------- | ----- | -- |
| Hakim Ziyech     | 53    | 87 |
| Achraf Hakimi    | 3     | 7  |
| Saphir Taïder    | 2     | 6  |
| Nabil Ghilas     | 1     | 2  |
| Madjid Bougherra | 1     | 6  |
| Carl Medjani     | 1     | 8  |

## Preparación

### Campamento Base
| Ciudad   | Estado    | Lugar de entrenamiento | Alojamiento y concentración |
| -------- | --------- | ---------------------- | --------------------------- |
| Sorocaba | São Paulo | Club Atlético Sorocaba | Hotel Pitangueiras          |

Los primeros días de enero de 2014 la Federación Argelina de Fútbol eligió como campamento base de su selección la ciudad de Sorocaba, así mismo a principios de febrero la directiva del Club Atlético Sorocaba confirmó la noticia que la selección argelina realizará sus entrenamientos en el Campo de Entrenamiento del club.

### Amistosos previos
| 5 de marzo de 2014 | Argelia                     | 2:0 (1:0) | Eslovenia | Stade Mustapha Tchaker, Blida, Argelia |                          |
|                    | Soudani 45'+2' · Taïder 56' | Reporte   |           | Árbitro(s): Néant Alioum               | Árbitro(s): Néant Alioum |

| 31 de mayo de 2014 | Argelia                                 | 3:1 (3:0) | Armenia      | Stade Tourbillon, Sion, Suiza |                          |
|                    | Belkalem 13' · Ghilas 22' · Slimani 41' | Reporte   | Sarkisov 46' | Árbitro(s): Sascha Amhof      | Árbitro(s): Sascha Amhof |

| 4 de junio de 2014 | Argelia                    | 2:1 (1:1) | Rumania     | Stade de Genève, Ginebra, Suiza |                           |
|                    | Bentaleb 22' · Soudani 66' | Reporte   | Chipciu 28' | Árbitro(s): Nikolaj Hänni       | Árbitro(s): Nikolaj Hänni |

## Lista de Jugadores
El entrenador de la selección argelina, Vahid Halilhodžić, comunicó la mañana del 12 de mayo de 2014 la lista provisional de 30 jugadores convocados, de cara a la preparación para el mundial, durante una conferencia de prensa celebrada en el Centro Técnico Nacional de Sidi Moussa. La nómina definitiva de los 23 jugadores que asistirán al mundial fue anunciada por Halilhodžić el 2 de junio.
| #     | Nombre                 | Posición          | Edad              | PJ Sel            | G                 | Club               |
| ----- | ---------------------- | ----------------- | ----------------- | ----------------- | ----------------- | ------------------ |
| 1     | Cédric Si Mohamed      | Portero           | 29                | 1                 | 0                 | Constantine        |
| 2     | Madjid Bougherra       | Defensa           | 31                | 62                | 4                 | Lekhwiya           |
| 3     | Faouzi Ghoulam         | Defensa           | 23                | 6                 | 0                 | Napoli             |
| 4     | Essaïd Belkalem        | Defensa           | 25                | 13                | 1                 | Watford            |
| 5     | Rafik Halliche         | Defensa           | 27                | 29                | 1                 | Académica          |
| 6     | Djamel Mesbah          | Defensa           | 29                | 26                | 0                 | Livorno            |
| 7     | Hassan Yebda           | Centrocampista    | 30                | 25                | 2                 | Udinese            |
| 8     | Medhi Lacen            | Centrocampista    | 30                | 30                | 0                 | Getafe             |
| 9     | Nabil Ghilas           | Delantero         | 24                | 5                 | 2                 | Porto              |
| 10    | Sofiane Feghouli       | Delantero         | 24                | 19                | 5                 | Valencia           |
| 11    | Yacine Brahimi         | Centrocampista    | 24                | 6                 | 0                 | Granada            |
| 12    | Carl Medjani           | Defensa           | 29                | 26                | 1                 | Valenciennes       |
| 13    | Islam Slimani          | Delantero         | 25                | 20                | 10                | Sporting de Lisboa |
| 14    | Nabil Bentaleb         | Centrocampista    | 19                | 3                 | 1                 | Tottenham Hotspur  |
| 15    | El Arbi Hillel Soudani | Delantero         | 26                | 22                | 11                | Dinamo Zagreb      |
| 16    | Mohamed Zemmamouche    | Portero           | 29                | 7                 | 0                 | Alger              |
| 17    | Liassine Cadamuro      | Defensa           | 26                | 7                 | 0                 | Mallorca           |
| 18    | Abdelmoumene Djabou    | Delantero         | 27                | 8                 | 1                 | Club Africain      |
| 19    | Saphir Taïder          | Centrocampista    | 22                | 11                | 3                 | Inter de Milán     |
| 20    | Aïssa Mandi            | Defensa           | 22                | 2                 | 0                 | Stade de Reims     |
| 21    | Riyad Mahrez           | Delantero         | 23                | 2                 | 0                 | Leicester City     |
| 22    | Mehdi Mostefa          | Centrocampista    | 30                | 23                | 0                 | Ajaccio            |
| 23    | Raïs M'Bolhi           | Portero           | 28                | 28                | 0                 | CSKA Sofia         |
| D. T. | Vahid Halilhodžić      | Vahid Halilhodžić | Vahid Halilhodžić | Vahid Halilhodžić | Vahid Halilhodžić | Vahid Halilhodžić  |

Los siguientes jugadores fueron incluidos en la lista provisional de 30 convocados que la Federación Argelina de Fútbol envió a la FIFA, pero no formaron parte de la nómina definitiva de 23 jugadores elaborada por Vahid Halilhodžić.
| Nombre               | Posición       | Edad | PJ Sel | G | Club              |
| -------------------- | -------------- | ---- | ------ | - | ----------------- |
| Azzedine Doukha      | Portero        | 27   | -      | - | USM El Harrach    |
| Nacereddine Khoualed | Defensa        | 28   | -      | - | USM Alger         |
| Ryad Boudebouz       | Centrocampista | 24   | -      | - | Bastia            |
| Adlène Guedioura     | Centrocampista | 28   | -      | - | Crystal Palace    |
| Amir Karaoui         | Centrocampista | 26   | -      | - | Sétif             |
| Rafik Djebbour       | Delantero      | 30   | -      | - | Nottingham Forest |
| Foued Kadir          | Delantero      | 30   | -      | - | Stade Rennes      |

## Participación

### Grupo H
| Equipo        | Pts | PJ | PG | PE | PP | GF | GC | Dif |
| ------------- | --- | -- | -- | -- | -- | -- | -- | --- |
| Bélgica       | 9   | 3  | 3  | 0  | 0  | 4  | 1  | 3   |
| Argelia       | 4   | 3  | 1  | 1  | 1  | 6  | 5  | 1   |
| Rusia         | 2   | 3  | 0  | 2  | 1  | 2  | 3  | -1  |
| Corea del Sur | 1   | 3  | 0  | 1  | 2  | 3  | 6  | -3  |

| 17 de junio de 2014, 13:00 | Bélgica                    | 2:1 (0:1) | Argelia             | Estadio Mineirão, Belo Horizonte |                             |
|                            | Fellaini 69' · Mertens 79' | Reporte   | Feghouli 24' (pen.) | Árbitro(s): Marco Rodríguez      | Árbitro(s): Marco Rodríguez |

| 22 de junio de 2014, 16:00 | Corea del Sur     | 2:4 (0:3) | Argelia                                               | Estadio Beira-Rio, Porto Alegre |                           |
|                            | Son 49' · Koo 71' | Reporte   | Slimani 25' · Halliche 27' · Djabou 37' · Brahimi 61' | Árbitro(s): Wilmar Roldán       | Árbitro(s): Wilmar Roldán |

| 26 de junio de 2014, 17:00 | Argelia     | 1:1 (0:1) | Rusia      | Estadio Arena da Baixada, Curitiba |                          |
|                            | Slimani 59' | Reporte   | Kokorin 5' | Árbitro(s): Cüneyt Çakır           | Árbitro(s): Cüneyt Çakır |

### Octavos de final
| 30 de junio de 2014, 17:00 | Alemania                 | 2:1 (0:0, 1:0) (t. s.) | Argelia     | Estadio Beira-Rio, Porto Alegre |                          |
|                            | Schürrle 91' · Özil 119' | Reporte                | Djabou 120' | Árbitro(s): Sandro Ricci        | Árbitro(s): Sandro Ricci |

## Estadísticas

### Participación de jugadores
| #  | Pos        | Jugador             | PJ (T/S) | Minutos Jugados | Goles recibidos | Atajos | Tarjetas Amarillas | Doble Tarjeta Amarilla y Roja | Tarjetas Rojas |
| -- | ---------- | ------------------- | -------- | --------------- | --------------- | ------ | ------------------ | ----------------------------- | -------------- |
| 1  | Guardameta | Cédric Si Mohamed   | 0        | 0               | 0               | 0      | 0                  | 0                             | 0              |
| 16 | Guardameta | Mohamed Zemmamouche | 0        | 0               | 0               | 0      | 0                  | 0                             | 0              |
| 23 | Guardameta | Raïs M'Bolhi        | 4 (4/0)  | 390'            | 7               | 23     | 0                  | 0                             | 0              |

| #  | Pos            | Jugador                | PJ (T/S) | Minutos Jugados | (P) | Asistencias | Tarjetas Amarillas | Doble Tarjeta Amarilla y Roja | Tarjetas Rojas |
| -- | -------------- | ---------------------- | -------- | --------------- | --- | ----------- | ------------------ | ----------------------------- | -------------- |
| 2  | Defensa        | Madjid Bougherra       | -        | -               | -   | -           | -                  | -                             | -              |
| 3  | Defensa        | Faouzi Ghoulam         | -        | -               | -   | -           | -                  | -                             | -              |
| 4  | Defensa        | Essaïd Belkalem        | -        | -               | -   | -           | -                  | -                             | -              |
| 5  | Defensa        | Rafik Halliche         | -        | -               | -   | -           | -                  | -                             | -              |
| 6  | Defensa        | Djamel Mesbah          | -        | -               | -   | -           | -                  | -                             | -              |
| 7  | Centrocampista | Hassan Yebda           | -        | -               | -   | -           | -                  | -                             | -              |
| 8  | Centrocampista | Medhi Lacen            | -        | -               | -   | -           | -                  | -                             | -              |
| 9  | Delantero      | Nabil Ghilas           | -        | -               | -   | -           | -                  | -                             | -              |
| 10 | Delantero      | Sofiane Feghouli       | -        | -               | -   | -           | -                  | -                             | -              |
| 11 | Centrocampista | Yacine Brahimi         | -        | -               | -   | -           | -                  | -                             | -              |
| 12 | Defensa        | Carl Medjani           | -        | -               | -   | -           | -                  | -                             | -              |
| 13 | Delantero      | Islam Slimani          | -        | -               | -   | -           | -                  | -                             | -              |
| 14 | Centrocampista | Nabil Bentaleb         | -        | -               | -   | -           | -                  | -                             | -              |
| 15 | Delantero      | El Arbi Hillel Soudani | -        | -               | -   | -           | -                  | -                             | -              |
| 17 | Defensa        | Liassine Cadamuro      | -        | -               | -   | -           | -                  | -                             | -              |
| 18 | Delantero      | Abdelmoumene Djabou    | -        | -               | -   | -           | -                  | -                             | -              |
| 19 | Centrocampista | Saphir Taïder          | -        | -               | -   | -           | -                  | -                             | -              |
| 20 | Defensa        | Aïssa Mandi            | -        | -               | -   | -           | -                  | -                             | -              |
| 21 | Delantero      | Riyad Mahrez           | -        | -               | -   | -           | -                  | -                             | -              |
| 22 | Centrocampista | Mehdi Mostefa          | -        | -               | -   | -           | -                  | -                             | -              |